# Cow Clicker
Cow Clicker es un videojuego incremental social en Facebook desarrollado por el investigador de videojuegos Ian Bogost. El juego sirve como una sátira deconstructiva de los juegos sociales. El objetivo del juego es ganar «clics» haciendo clic en el objeto de una vaca cada seis horas. La adición de vacas de amigos al pasto del jugador permite al usuario también recibir «clics» cada vez que se hace clic en la vaca del jugador. Una moneda premium conocida como «Mooney» permite al usuario comprar diferentes diseños de vacas y saltarse el intervalo de seis horas entre clics.
A raíz de un controvertido discurso del presidente de Zynga en los Game Developers Choice Awards en 2010, Bogost desarrolló Cow Clicker para una presentación en un seminario de la Universidad de Nueva York sobre videojuegos sociales en julio de 2010. El juego fue creado para demostrar lo que Bogost sentía que eran las mecánicas de los videojuegos sociales de las que más comúnmente se abusaba, como la promoción de la interacción social y monetización en lugar de los aspectos artísticos del medio. A medida que el juego inesperadamente comenzó a ganar popularidad, Bogost también usó Cow Clicker para parodiar otras tendencias de juegos recientes, como la ludificación, las aplicaciones educativas y los juegos de realidad alternativa.
Algunos críticos elogiaron a Cow Clicker por su análisis de la mecánica común de los videojuegos sociales y lo vieron como un comentario sobre cómo los videojuegos sociales afectan a las personas.

## Modo de juego
Inicialmente, el jugador recibe un pasto con nueve espacios y una sola vaca, en la que el jugador puede hacer clic una vez cada seis horas. Cada vez que se hace clic en la vaca, se otorga un punto también conocido como «clic»; Si el jugador agrega las vacas de sus amigos a su pasto, también recibirán clics agregados a sus puntajes cuando el jugador haga clic en su propia vaca. Como en otros juegos de Facebook, se anima a los jugadores a publicar anuncios en sus noticias cada vez que hacen clic en su vaca. Se puede comprar una moneda virtual conocida como «Mooney» con créditos de Facebook; se puede utilizar para comprar diseños especiales de vacas «prémium» y la posibilidad de saltarse el límite de tiempo de seis horas que se debe esperar antes de poder volver a hacer clic en la vaca.

## Historia

### Creación y desarrollo
En la Game Developers Conference de 2010, el juego FarmVille de Zynga recibió el premio «Mejor nuevo juego social/en línea» en sus Game Developers Choice Awards. Ian Bogost (que también estuvo presente) criticó el éxito de Zynga, ya que consideró que su modelo de negocio se centraba en convencer a los usuarios de que pagaran dinero para seguir progresando en sus juegos «freemium» en lugar de tratar los juegos como una experiencia artística. También creía que el vicepresidente de Zynga, Bill Mooney, estaba tratando de atacar los juegos «artísticos» durante su discurso de aceptación del premio cuando invitó personalmente a desarrolladores de videojuegos independientes a unirse a su empresa. Después de la conferencia, Bogost acuñó el término cow clickers («cliqueadores de vacas») para describir juegos como FarmVille que sólo implican realizar tareas en ciertos intervalos, ya que en estos juegos «haces clic en una vaca y eso es todo lo que haces». Bogost comparó a los jugadores de los juegos de Zynga con las ratas del experimiento de la cámara de condicionamiento operante de B. F. Skinner, que a menudo recibían refuerzos variables en lugar de recompensas regulares. Como uno de los críticos más acérrimos de las prácticas y el modelo de negocio de Zynga, Bogost hizo más apariciones en varios eventos y paneles para discutir sus puntos de vista sobre los videojuegos sociales.
En julio de 2010, estaba previsto que Bogost apareciera en un seminario de la Universidad de Nueva York, «Social Games On Trial», para discutir los aspectos controvertidos de los juegos en redes sociales. Para demostrar claramente cuáles, en su opinión, eran las mecánicas de estos juegos de las que más se abusaba, Bogost desarrolló rápidamente un videojuego en Facebook titulado Cow Clicker. El juego fue diseñado para ser una sátira de lo que Bogost personalmente creía que eran los únicos puntos de FarmVille: alentar a los usuarios a continuar jugando invitando a otros usuarios al juego y brindar incentivos para quienes compren bienes virtuales. La mayor parte del código se escribió en tres días.
Cow Clicker es similar al juego Cookie Clicker de 2013 de Julien Thiennot, que Bogost describe como la «conclusión lógica» de Cow Clicker.

### Actualizaciones
Inesperadamente para Bogost, Cow Clicker se convirtió en un fenómeno viral, acumulando más de 50 000 jugadores en septiembre de 2010. En respuesta a su repentina popularidad, se comprometió a mejorar el juego con nuevas funciones. Las actualizaciones del juego agregaron premios por alcanzar ciertos hitos (como el Cencerro Dorado por 100 000 clics), la capacidad de ganar Mooney al hacer clic en las publicaciones de noticias de Cow Clicker de otros usuarios y la posibilidad de ganar o perder Mooney aleatoriamente con cada clic. También se introdujeron nuevos diseños de vacas, como una vaca recubierta de aceite para conmemorar el derrame de petróleo de BP, y la «Vaca Stargrazer», que era sólo un reflejo de la vaca original que costaba alrededor de 20 dólares en Mooney.
Aunque continuamente perturbado por su popularidad, Bogost también utilizó Cow Clicker para parodiar otras tendencias recientes en juegos y redes sociales; como la adición de una API para permitir que los sitios web tengan sus propias vacas en las que se puede hacer clic (en un proceso que denominó Cowclickification), el juego derivado Cow Clicker Blitz (codesarrollado con el cofundador dePopCap Games, Jason Kapalka), «My First Cow Clicker» para iOS (una parodia de aplicaciones educativas simplistas; diseñada para «entrenar» a los niños a hacer clic en las vacas y agregar los clics resultantes al total de sus padres) y una campaña de «Cow Clicktivism» donde los usuarios podían hacer clic en una vaca demacrada para donar a Oxfam America — con el objetivo de donar una vaca real a un país del tercer mundo. La vaca, conocida como «Vaca Cowclicktivist», también podría desbloquearse para el pasto del jugador con una donación de $110.

### Evento y conclusión de «Cowpocalypse»
En 2011, se llevó a cabo un juego de realidad alternativa conocido como «Cow ClickARG», donde una serie de pistas de los «dioses bovinos» finalmente revelaron que un «Cowpocalypse» ocurriría el 21 de julio de 2011 (exactamente un año desde el lanzamiento original del juego). A partir de entonces, cada clic realizado por los jugadores restaría treinta segundos de una cuenta regresiva que conduciría al Cowpocalypse. Sin embargo, los jugadores podrían extender el reloj de cuenta regresiva pagando para suplicar con créditos de Facebook: pagar 10 créditos extendería la cuenta regresiva en una sola hora, mientras que 4000 extenderían la cuenta regresiva en un mes entero. Después de $700 en extensiones, el reloj de cuenta regresiva expiró la tarde del 7 de septiembre de 2011. En este punto, el juego seguía siendo jugable, pero todas las vacas fueron reemplazadas por espacios en blanco y se decía que habían sido arrebatadas. Bogost pretendía que el evento Cowpocalypse señalara el «fin» del juego a los jugadores; Al abordar una queja de un fanático que sentía que el juego ya no era divertido después del rapto de las vacas, Bogost respondió que «antes no era muy divertido».

### Recopilación de datos
En 2018, Bogost escribió un artículo para The Atlantic analizando la recopilación de datos por parte de las aplicaciones de Facebook, con referencia a Cow Clicker, luego de un escándalo que involucra el uso de datos de Facebook por parte de Cambridge Analytica. Bogost señala que las aplicaciones de Facebook parecen ser parte del sitio web en sí, mientras que en realidad funcionan casi sin supervisión. Afirma que «sin siquiera intentarlo», Cow Clicker almacenó la ID de Facebook de sus usuarios y cualquier red (como lugares de trabajo) de la que el usuario formaba parte, y que esta información todavía está almacenada en su servidor privado. Bogost señala que podría haber utilizado estos datos con fines maliciosos, criticando la «actitud de 'moverse rápido y romper cosas'» de Facebook hacia el desarrollo de software.

## Recepción
Cow Clicker recibió atención crítica poco después de su lanzamiento. Una de las primeras comentaristas fue Alexia Tsotsis de TechCrunch, quien reconoció la intención del juego como un comentario sobre el impacto de los videojuegos de redes sociales. En una entrevista, Bogost previó la transformación de Internet en una «distopía virtual compulsiva» a través del uso de juegos sociales por parte de Zynga.
Nick Yee, del Centro de Investigación de Palo Alto, comparó a los jugadores de juegos que no brindan «oportunidades significativas de logro, interacción social y desafío» con ratas en una caja Skinner. En consecuencia, comparó a Cow Clicker con estar dentro de una «caja Skinner increíblemente clara» — reconociendo el poco esfuerzo que requería el juego para que los usuarios siguieran jugando. Jason Tanz de Wired consideró a Cow Clicker como un ejemplo del crecimiento de la tendencia de la ludificación — donde los desarrolladores introducen elementos influenciados por los juegos en sus servicios sin proporcionar la «experiencia» normal que un juego incorpora tradicionalmente.
El cofundador de PopCap Games, Jason Kapalka, elogió a Cow Clicker por ser el tipo de juego «irónico, satírico y autorreferencial» del que carecía el ecosistema de juegos de Facebook, ya que sentía que había demasiados juegos con fines comerciales en la red social. Scott Jon Siegel, de Playdom, criticó el juego por no ir lo suficientemente lejos en su sátira y por destacar demasiado las «prácticas de monetización absurdas y los clics sin sentido por los que los juegos sociales son tan conocidos».